# Åldersförändringar i gula fläcken
Åldersförändringar i gula fläcken kallas också åldersrelaterad maculadegeneration, neovaskulär eller våt AMD (Age-related Macular Degeneration). Våt AMD drabbar cirka 4 000–5 000 svenskar varje år och är den vanligaste orsaken till svår synnedsättning hos personer över 50 år.
AMD delas in i 2 typer; en torr form och en våt. Orsaken till de båda formerna är ännu okänd. Cirka 85 procent av alla som har AMD har den torra formen. Torr AMD utvecklas under flera år och yttrar sig som blinda fläckar i synfältet, till exempel kan bokstäverna i en text försvinna när man läser. Resterande 15 procent drabbas av den våta formen. Den våta utvecklas snabbt, inom loppet av dagar, veckor eller månader. Våt AMD orsakas av nybildning av sjukliga blodkärl, vilka läcker och blöder lätt, i anslutning till gula fläcken. Detta gör att den centrala synen försämras. Den som har fått våt AMD i ena ögat har en ökad risk att drabbas även i sitt andra öga.
Symtom på den våta formen är förutom nedsatt synskärpa, också så kallat krokseende eller metamorfopsier (raka linjer blir krokiga), föremål kan uppfattas missformade, synen kan bli suddig mitt i synfältet (skotom) och färgerna kan bli blekare. Numera kan den våta formen behandlas effektivt förutsatt att behandlingen sätts in i tid. Behandlingen kan stabilisera synen och i vissa fall även förbättra den. Nuvarande behandling med anti-vascular endothelial growth factor (anti-VEGF) etablerades år 2006 och har förbättrat utfallet av sjukdomen jämfört med tidigare behandlingsmöjligheter. 